# Thunder Perfect Mind
Thunder Perfect Mind — тринадцатый студийный альбом Current 93, вышедший в 1992 году на лейбле Durtro Jnana Records.

## Об альбоме
На музыкальном и лирическом содержании пластинки сказались интерес Дэвида Тибета к апокалиптической тематике и его увлечение гностическим и раннехристианским мистицизмом; само название альбома прямо отсылает к апокрифическому тексту «Гром, совершенный разум» из библиотеки Наг-Хаммади, отрывки из которого зачитываются в заглавном треке:
Ибо я знание и незнание. 

Я стыд и дерзость.

Я бесстыдная, я скромная. 

Я твердость и я боязливость. 

Я война и мир.
В том же 1992 г. альбом с тем же названием вышел у Nurse With Wound. Несмотря на то, что музыкально у обеих пластинок мало общего, альбом Nurse With Wound нередко воспринимается как «парный» к «Thunder Perfect Mind» Current 93.

## Песни
- A Song For Douglas After He's Dead посвящена Дугласу П. из Death In June.
- All Stars Are Dead Now навеяна мистическими произведениями Уильяма Блейка.
- When The May Rain Comes - кавер-версия песни немецкой экспериментальной группы Sand, в оригинале называвшейся «May Rain».
- Thunder Perfect Mind I и Thunder Perfect Mind II - два мелодекламатических трека, в которых Тибет зачитывает отрывки из апокрифа «Гром, совершенный разум».
- Hitler as Kalki (SDM) вновь обращается к апокалиптической теме: в индийской мифологии Калки - это последнее воплощение Вишну, который явится в конце времен и уничтожит мир. Аббревиатура «SDM» в заглавии намекает на Савитри Деви (Savitri Devi Mukherji) которая проповедовала идею о том, что Адольф Гитлер и был мессией и последней аватарой Вишну. Тибет посвятил эту песню «своему отцу, который воевал с Гитлером».

## Список композиций
1. A Beginning  – 0:44
2. The Descent of Long Satan and Babylon  – 3:00
3. A Sadness Song  – 4:14
4. A Song for Douglas After He's Dead  – 4:58
5. In the Heart of the Wood and What I Found There  – 2:50
6. Mary Waits in Silence  – 2:56
7. A Silence Song  – 5:27
8. Lament for My Suzanne  – 4:20
9. Riverdeadbank  – 3:46
10. All the Stars Are Dead Now  – 9:06
11. Rosy Star Tears from Heaven  – 3:05
12. When the May Rain Comes  – 3:24
13. Thunder Perfect Mind I  – 5:05
14. Thunder Perfect Mind II  – 2:21
15. Hitler As Kalki (SDM)  – 16:28
16. A Sad Sadness Song  – 4:40
17. An Ending  – 2:21

## Участники записи
- Дэвид Тибет – вокал
- Стивен Степлтон – гитара, вокал
- Джеймс Мэннокс – перкуссия, вокал
- Дуглас П. – перкуссия, вокал
- Джули Вуд – скрипка, вистл, кларнет, блокфлейта
- Майкл Кэшмор – гитара
- Джон Бэлэнс – вокал
- Роуз Макдауэлл – вокал
- Джеймс Мелиндейн-Лафайет – арфа
- Ник Саломон – дульцимер, гитара
- Сара Брэдшоу – виолончель
- Карл Блейк – бас-гитара
- Ренат Бирульф – вокал
- Дэвид Кенни – гитара
- Эдвард Ка-Спелл – колокола
- Ширли Коллинз – вокал